# Blanca Charolet
Blanca Charolet López (Chahuites, Oaxaca, 1953) es una fotógrafa mexicana, la primera mujer fotoperiodista en trabajar para diarios mexicanos. Comenzó en la fotografía cuando tenía trece años de edad, trabajando en el negocio de su tío. Luego trabajó para dos publicaciones, entre ellas el periódico El Universal. Esto fue seguido por un período como fotógrafa oficial de la presidencia de México, entre 1977-1982. Después de eso, fundó su propio estudio y se ha especializado en la fotografía de retratos de gente famosa, espectáculos y grandes eventos, colaborando con diversas publicaciones nacionales e internacionales. También ha realizado fotografía artística, tanto sola como en colaboración. Su trabajo ha sido honrado con doce premios, entre ellos la pertenencia al Salón de la Plástica Mexicana, y el Premio Nacional de la Mujer, en 2011.

## Biografía
Blanca Charolet López es originaria de Chahuites, Oaxaca. Comenzó a fotografiar cuando tenía trece años. Y tenía a su tío Ruperto Charolet con estudio fotográfico, y a su vez, su madre era una fotógrafa aficionada muy entusiasta. Su madre envió a su hermana y a ella para aprender del tío. A pesar de que inicialmente, no creía que la fotografía fuese su profesión, trabajar con la cámara le fascinó desde el primer momento en que tocó una. Su tío le enseñó lo básico de las cámaras con fuelle, pero después de eso, fue autodidacta.
Actualmente vive y trabaja en Ciudad de México.

## Carrera
Charolet comenzó su carrera fotográfica en 1967 a la edad de trece años. Su tío salió de su estudio fotográfico para ella, cuando murieron sus padres y su hermana, y Charolet articuló una asociación fotográfica. Unos años más tarde, empezó a trabajar como aprendiz en una publicación llamada "Avance", que la llevó a trabajar en el periódico El Universal, trabajando para los dos, entre 1973 y 1976. Fue la primera mujer que llegó a ser reportera gráfica de un periódico mexicano. Desde 1977 a 1982, fue la fotógrafa oficial de la administración de José López Portillo, y muy conocida por sus fotografías de la entonces primera dama Carmen Romano. Durante esa administración, donde tomó cerca de 900.000 fotografías, que hoy son parte de los archivos presidenciales.
En 1983, creó su propio estudio, Charolet ByR, SA de CV, Proveedores de Arte, que está especializado en la fotografía de eventos y espectáculos así como en los retratos de personajes famosos. La mayor parte de su trabajo fotográfico está relacionado con el mundo del espectáculo fotografiando modelos, cantantes, músicos y actores, y también ha trabajado con políticos, escritores, artistas y otras personas notables. Sus primeras fotos de conciertos fueron del grupo Flans,  en un show llamado "Valores Juveniles". Ha fotografiado a la mayoría de las celebridades de México, incluyendo a: Andrés Henestrosa, Jaime Sabines, Bárbara Jacobs, Juan García Ponce, Cristina Pacheco, Elena Poniatowska, Carlos Montemayor, Augusto Monterroso, Leonora Carrington, a la bailarina Isabel Beteta, Chavela Vargas, Pedro Armendáriz, Bárbara Mori. Ha colaborado con publicaciones nacionales e internacionales como Voces de México, Cosmopolitan, National Enquirer, ¡Hola!, People, Caras, Playboy México, Vanidades, Penthouse Magazine México, Marie Claire, TV y Novelas Méxicoe In Fashion.
Ha trabajado con Elvia Rivero y Juan Carlos Romo fotografiando a estrellas de la música populares, tales como el grupo Rebel Cats, Ely Guerra, y Aleks Syntek. En proyectos más artísticos, ha trabajado con Carlos Anadón y Carlos Latapí. Su labor artística ha incluido una serie de retratos de personajes famosos sin maquillaje al natural.
Su archivo fotográfico contiene más de 1,6 millones de imágenes. Ha colaborado con la publicación de 34 libros en México y en el extranjero. Uno de ellos es “Henestrosa, el otro Andrés". "El mío" lo publicó en 2005 por la Editorial Porrúa. Dedicado al escritor oaxaqueño Andrés Henestrosa, llamando al libro de un "diálogo entre la imagen y la palabra…” También ha colaborado en más de 395 portadas de discos y otros proyectos independientes. Ha realizado más de 65 exposiciones individuales, y participado en más de 115 exposiciones colectivas en México, EE. UU., Japón, Alemania, Francia, y varios países de América Latina, en centros culturales, universidades, galerías e instituciones públicas.
Ha recibido doce premios y otros reconocimientos por su trabajo, incluyendo membresías en el Salón de la Plástica Mexicana, formando parte de su Consejo de Administración, y del Premio Nacional de la Mujer en 2011. En 2012, celebró cuarenta y cinco años de trabajo en la fotografía, en el Salón de la Plástica Mexicana.

## Artística
Prefiere capturar imágenes bellas, como la sonrisa, el desnudo, el rostro humano. Aunque afirma que reconoce la violencia en México, en la que incluye pobreza, discriminación y marginación, prefiere mostrar a los jóvenes que tienen un futuro. Su repertorio incluye retratos de las mujeres y los niños indígenas, los edificios históricos y tiendas en el Centro Histórico de la Ciudad de México, desnudos, plantas, paisajes, celebridades, invernaderos abandonados, conciertos, puestas de sol, casas decoradas, composiciones plásticas y, en algunas ocasiones, imágenes mejoradas digitalmente. Con Carlos Anadón y Carlos Latapí realizó la serie Las Puertas del Ego, consistente en puertas reales sobre las que se proyectan imágenes tomadas de personas con máscaras. Aunque reconoce su preferencia por imágenes optimistas, ha realizado obras críticas, tales como series satirizando los extremos a que llegan hombres y mujeres en pos de la belleza, incluyendo liposucción, implantes mamarios, otros tipos de cirugía plástica, depilación. Las imágenes que la atraen a veces son las más inesperadas, que salen de la nada. Dice que muchas de ellas las encuentra porque las mexicanas tienen una gran capacidad para ser creativas. Una de sus fotos favoritas es la de una jirafa en la parte trasera de una camioneta abierta en el Anillo Periférico.
Es una fotógrafa autodidacta de aprendizaje, en equipos, de la primera mitad del siglo XX. Sin embargo, en la actualidad, utiliza muy agradablemente, tanto cámaras de foto y de cine digitales, sin preferencias inherentes a cualquiera; apreciando lo digital para mejorar el trabajar que necesita ser hecho rápidamente. También utiliza la tecnología digital para fotografiar, y mejorar las imágenes artísticas.

## Algunas publicaciones
- blanca Charolet. 2004. Henestrosa: El otro Andrés, el mío. Editor Miguel Ángel Porrúa, 157 pp. ISBN 970-701-529-2, ISBN 978-970-701-529-6

- Andrés Henestrosa, blanca Charolet. 2001. Cara y cruz de una ciudad. Editor Grupo Editorial M. A. Porrúa, 241 pp. ISBN 970-701-205-6, ISBN 789707012059